# Laser (planta)
Laser L. es un género perteneciente a la familia Apiaceae. Comprende 4 especies descritas.

## Taxonomía
El género fue descrito por Borkh. ex G.Gaertn., B.Mey. & Scherb.  y publicado en Oekonomisch-Technische Flora der Wetterau: 244, 384. 1799. La especie tipo es: Laser trilobum Borkh. 

## Especies
- Laser aquilegifolium Röhl. ex Steud.
- Laser cordifolium Thell.
- Laser siler Druce
- Laser trilobum Borkh.